# Marty Liquori
Martin Liquori, detto Marty (Montclair, 11 settembre 1949), è un ex mezzofondista statunitense.

## Biografia
Si mise in evidenza a livello nazionale nel 1967 quando divenne il terzo statunitense a correre il miglio in meno di 4 minuti essendo ancora studente di High school, tre anni dopo che l'impresa era riuscita per primo a Jim Ryun.
L'anno seguente partecipò alle Olimpiadi di Città del Messico dove riuscì a qualificarsi per la finale dei 1500 metri: concluse la gara al dodicesimo e ultimo posto a causa di un infortunio, ma gli rimase la soddisfazione di essere stato il più giovane finalista nella storia delle Olimpiadi su questa distanza.
Nel 1969, dopo essere giunto secondo alle spalle di Jim Ryun nella gara sul miglio ai campionati NCAA indoor, vinse sulla stessa distanza i campionati outdoor NCAA e AAU outdoor battendo il primato dello stesso Ryun. Nel 1970 si confermò campione AAU e nel 1971 ebbe la sua miglior annata, vincendo nuovamente i campionati NCAA e AAU e la medaglia d'oro sui 1500 m ai Giochi panamericani. Sempre nel 1971, Liquori vinse il Dream Mile il 16 maggio a Filadelfia battendo di misura l'eterno rivale Ryun e migliorando il suo primato personale in 3'54"6.
In seguito la sua carriera fu interrotta da diversi infortuni che gli impedirono di partecipare alle Olimpiadi di Monaco di Baviera 1972 e Montréal 1976.
Passato ai 5000 metri, nel 1977 tornò ai vertici mondiali giungendo secondo nella prima edizione della Coppa del mondo alle spalle dell'etiope Miruts Yifter migliorando il primato nazionale in 13'15"1.

## Palmarès
| Anno | Manifestazione      | Sede | Evento | Risultato | Prestazione | Note |
| ---- | ------------------- | ---- | ------ | --------- | ----------- | ---- |
| 1971 | Giochi panamericani | Cali | 1500 m | Oro       | 3'42"10     |      |

## Campionati nazionali
1970
- 12º ai campionati statunitensi di corsa campestre - 29'54"

## Altre competizioni internazionali
1974
- 4° alla Mezza maratona di Perry ( Perry) - 1h08'15"
- Argento alla Falmouth Road Race ( Falmouth), 11,35 km - 35'25"

1976
- Bronzo alla Vulcan Run ( Birmingham) - 29'47"

1977
- Argento in Coppa del mondo ( Düsseldorf), 5000 m - 13'15"06
- Oro alla Weltklasse Zurich ( Zurigo), 5000 m - 13'16"06

1978
- Argento al Memorial Van Damme ( Bruxelles), 5000 m - 13'23"4

1979
- Oro all'Azalea Trail ( Mobile) - 30'19"